# Aleksandr Maloféyev

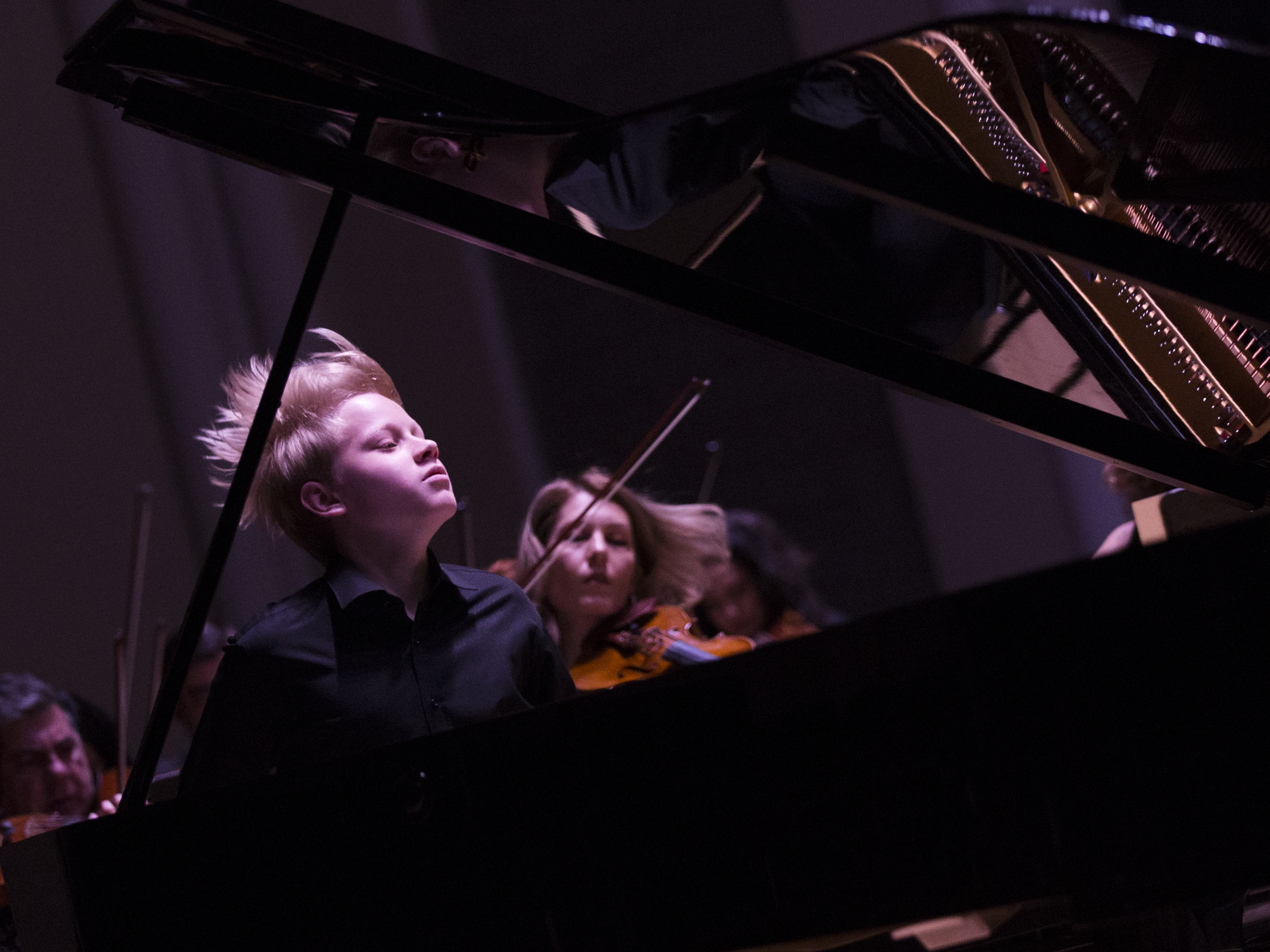
Aleksandr Maloféyev (2017).

Aleksandr Dmítrievich Maloféyev (en ruso: Александр Дмитриевич Малофеев, transliteración ISO 9: Aleksandr Dmitrievič Malofeev; Moscú, 21 de octubre de 2001) es un pianista de concierto y solista de la escuela rusa.

## Biografía
Aleksandr Maloféyev ganó reputación internacional en el 8.º Concurso Internacional Chaikovski para Jóvenes Músicos, sección juvenil del Concurso Internacional Chaikovski, celebrado en Moscú (2014). Gracias a su actuación, obtuvo el 1.er premio y la medalla de oro.
Dos años más tarde, en la misma ciudad, ganó el Gran Premio en el I Concurso Internacional de Jóvenes Pianistas "Grand Piano Competition".
También ha recibido muchos otros premios de concursos y festivales internacionales.[cita requerida]
En la inauguración del Festival Pianistico Internazionale di Brescia e Bergamo en abril de 2017 en Italia, recibió el "Premio Giovane Talento Musicale dell'anno 2017"; - Mejor Joven Músico de 2017.
El 12 de enero de 2019, actuó con la Orquesta Sinfónica de la Región de Murcia en el Palacio de Congresos u Auditorio de la Rioja bajo la dirección de Virginia Martínez. Ese mismo año ganó el segundo premio y la medalla de plata en el 1.er Concurso Internacional de Música de China.  
Como solista, Malofeev ha actuado con las principales orquestas de Rusia: la Orquesta del Teatro Mariinsky , la Orquesta Sinfónica Tchaikovsky , la Filarmónica Nacional de Rusia , los Virtuosos de Moscú y la Orquesta Sinfónica Estatal de Nueva Rusia bajo la batuta de directores como Valery Gergiev,  Kazuki Yamada , Yuri Tkachenko y Vladimir Spivakov . 
La actuación de Malofeev prevista para principios de marzo de 2022 con la Orquesta Sinfónica de Montreal , que estaría dirigida por el renombrado director Michael Tilson Thomas , fue cancelada en respuesta a la invasión rusa de Ucrania , a pesar de su oposición pública a la guerra.  Malofeev y Tilson Thomas finalmente pudieron actuar juntos en Tanglewood (casa de verano de la Orquesta Sinfónica de Boston ) en agosto de 2022, donde el joven pianista interpretó el Tercer Concierto de Rajmáninov .

### Vídeos

#### DVD
- Alexander Malofeev's debut; DVD; recorded by Master Performers label; Queensland Conservatorium Griffith University, Australia; June 2016.[2]